# ناثانيل بيربانك
ناثانيل بيربانك (بالإنجليزية: Nathaniel Burbank)‏ هو محرر وصحفي أمريكي، ولد في 14 أبريل 1838 في بارسونفيلد في الولايات المتحدة، وتوفي في 10 يناير 1901 في نيو أورلينز في الولايات المتحدة.